# 秋本真利
秋本 真利（あきもと まさとし、1975年〈昭和50年〉8月10日 - ）は、日本の政治家。元衆議院議員（4期）。
国土交通大臣政務官（第3次安倍第3次改造内閣・第4次安倍内閣）、外務大臣政務官（第2次岸田第1次改造内閣）、富里市議会議員（2期）を歴任。
2012年の衆議院議員初当選時から、自民党随一の脱原発再エネ推進派として知られる。

## 経歴
千葉県富里市出身。成田高等学校卒業後、カーレーサーを目指し渡米。帰国後の2001年より、千葉13区の実川幸夫衆議院議員の事務所に入所。運転手として働く。
2003年4月に富里市議会議員選挙に立候補し、初当選。2007年に再選。
市議在任中に、法政大学法学部を卒業し、法政大学大学院に通う。授業の特別講師として登壇した河野太郎衆議院議員が出した核燃料サイクルについての問いに「完璧に答えたこと」で河野から国会議員になるよう勧められたと、秋本は2020年に日本記者クラブで行った講演で説明している。
2012年12月の第46回衆議院議員総選挙で千葉9区に自由民主党公認で立候補し、初当選。秋本と同じ法政大学法学部出身の菅義偉に「君、法政だね」と声をかけられ、勉強会に参加した。これがきっかけとなり、菅グループの「偉駄天の会」「ガネーシャの会」に入会する。
2014年12月の第47回衆議院議員総選挙で再選。
2017年8月、第3次安倍第3次改造内閣の国土交通大臣政務官に就任。同年10月の第48回衆議院議員総選挙で3選。11月に発足した第4次安倍内閣で国土交通大臣政務官に再任された。
同年秋、「自由民主党再生可能エネルギー普及拡大議員連盟」事務局長に就任。
2021年10月31日、第49回衆議院議員総選挙では、秋本がこれまでの選挙で下し、比例復活を重ねていた奥野総一郎に敗れ、比例復活により4選。
2022年8月12日、第2次岸田第1次改造内閣の外務大臣政務官に就任。
2023年8月4日、日本風力開発からの不透明な資金受領疑惑により、東京地検特捜部により収賄の疑いで関係先に家宅捜査を受け、外務大臣政務官を辞任。翌5日、自由民主党に離党届を提出し、受理された。その後、同年9月7日、受託収賄の疑いで東京地検特捜部により逮捕された。同月27日、計約7280万円の賄賂を受け取ったとする受託収賄罪と、持続化給付金200万円をだまし取ったとする詐欺罪で起訴された。

## 政策・主張

### 憲法
- 憲法改正について、2012年、2017年、2021年のアンケートで「賛成」と回答[21][22][23]。
- 改正すべき項目として「自衛隊の保持を明記する」「集団的自衛権の保持を明記する」「環境権に関する条項を新設する」「緊急事態に関する条項を新設する」と2021年の朝日新聞社のアンケートで主張[23]。
- 憲法9条への自衛隊の明記について、2021年のアンケートで「賛成」と回答[24]。
- 憲法を改正し緊急事態条項を設けることについて、2021年の毎日新聞社のアンケートで「賛成」と回答[25]。

### 外交・安全保障
- 安全保障関連法の成立について、2017年のアンケートで「評価する」と回答[22]。
- 「他国からの攻撃が予想される場合には敵基地攻撃もためらうべきではない」との問題提起に対し、2021年のアンケートで「どちらかと言えば賛成」と回答[23]。
- 「北朝鮮に対しては対話よりも圧力を優先すべきだ」との問題提起に対し、2017年のアンケートで「賛成」と回答[22]。2021年のアンケートで「どちらかと言えば賛成」と回答[23]。
- 普天間基地の辺野古移設について、2021年のアンケートで「賛成」と回答[23]。
- 日本による過去の植民地支配と侵略を認めて謝罪した「村山談話」の見直し論議について、2014年の毎日新聞社のアンケートで「見直すべき」と回答[26]。
- 従軍慰安婦に対する旧日本軍の関与を認めた「河野談話」の見直し論議について、2014年の毎日新聞社のアンケートで「見直すべき」と回答[26]。
- 第2次安倍内閣が2013年に提出した特定秘密保護法案は同年12月6日に可決成立した[27]。「こうした法律が日本に必要と思うか」との2014年の毎日新聞社のアンケートに対し、「必要」と回答[26]。

### ジェンダー
- 選択的夫婦別姓制度の導入について、2014年のアンケートでは「どちらかといえば反対」と回答[28]。2017年のアンケートでは回答しなかった[22]。2021年のアンケートでは「どちらとも言えない」と回答[23]。
- 同性婚を可能とする法改正について、2017年の朝日新聞社のアンケート、2021年の朝日新聞社、NHKのアンケートで回答しなかった[22][23][24]。「同性婚を制度として認めるべきだと考るか」との2021年の毎日新聞社のアンケートに対しても回答しなかった[25]。
- 「LGBTなど性的少数者をめぐる理解増進法案を早期に成立させるべきか」との問題提起に対し、2021年のアンケートで回答しなかった[23]。
- クオータ制の導入について、2021年のNHKのアンケートで「どちらかといえば反対」と回答[24]。

### その他
- 原子力発電への依存度について、2021年のアンケートで「ゼロにすべき」と回答[24]。
- アベノミクスについて、2017年のアンケートで「評価する」と回答[22]。
- 安倍内閣による森友学園問題・加計学園問題への対応について、2017年のアンケートで「評価する」と回答[22]。
- 森友学園への国有地売却をめぐる公文書改竄問題で、2021年5月6日、国は「赤木ファイル」の存在を初めて認めた[29]。しかし5月13日、菅義偉首相はファイルの存在を踏まえた再調査を行わない考えを報道各社に書面で示した[30]。9月の自民党総裁選挙で総裁に選出された岸田文雄も10月11日、衆議院本会議の代表質問で再調査の実施を否定した[31]。国の対応をどう考えるかとの同年の毎日新聞社のアンケートに対し、「これ以上、調査や説明は必要ない」と回答[25]。
- 「『道徳』を小中学校の授業で教え、子供を評価することに賛成か、反対か」との問いに対し、2014年の毎日新聞社のアンケートで「賛成」と回答[26]。
- カジノ解禁について、2014年の毎日新聞社のアンケートで「賛成」と回答[32]。

## 人物

### 河野太郎との関係
- 富里市議会議員時代、法政大学大学院に通った秋本は、特別講師の河野太郎が出した核燃料サイクルについての問いに完璧に答えた。河野は国会議員になるよう勧め、秋本は2011年の市議選は出馬せず、2012年の衆院選で初当選した[9]。
- 2012年の初当選時から、自民党には珍しい脱原発・再生可能エネルギー推進派[2][3][33]で、河野の側近となった。自民党行政改革推進本部では、2014年9月に本部長に就任した河野の下で、原子力燃料を輸送する開栄丸の無駄を指摘し、事業の終了につなげた[33]。秋本の著書には「河野太郎行政改革担当大臣推薦！」「俺よりすごい、自民党一の『脱原発』男だ」という河野の一文が書籍帯に寄せられている[2]。
- 2021年10月、四街道市の四街道駅前で行われた街頭演説会で、河野が秋本のことを「私の大切な右腕でございます」と紹介した[34]。

### 趣味
- 趣味は競馬[35][36][37]。調教師をして「血統には特に明るい。名馬の親の馬の名がすらすら出てくる」「プロ並み」と言わしめるほどで、2012年の初当選から1、2年内に千葉県の会社経営者の男性を「国会議員は競馬場のVIPルームを無料で使えるので、今度一緒に行ってみませんか」と誘った。秋本と会社経営者は10人くらいで中山競馬場に行き、昼頃から最終レースまで競馬を楽しんだ。秋本はその後も会社経営者を誘ったという。メディアがJRAを監督する農林水産省に問い合わせすると、同省は「競馬法5条と省令で、国会議員に対しては競馬場の入場料は無料となっているが、貴賓室・来賓室の利用実態については把握していない」と回答した[36]。
- 秋本は馬券を買うだけでは飽き足らず、自ら馬主となり、2021年には日本風力開発の塚脇正幸社長と馬主組合を設立した。競り市の情報をチェックし、北海道まで見に行き写真を塚脇に送り、真冬でも北海道の牧場に足を運んだ[37]。塚脇は秋本への贈賄容疑で2023年9月1日に社長辞任に追い込まれるが[38]、秋本は周囲に「川崎競馬に出走する予定の馬が、出走せずに勝手に別の所に移された。どうしたらいいか」と語った。9月7日、秋本は逮捕され、「本業は馬主では」との指摘も出た[35]。

### その他
- 2012年に第二次安倍政権が成立した時、党内では「原発をもう一回戻さなきゃいけない」という声が多数の中で、当時の経産大臣だった茂木敏充幹事長に喧嘩腰に「脱原発を進めるべきだ」と食ってかかっていたと、同期の宮崎謙介は証言している[3]。
- 2013年6月14日に「自由民主党・大ホール」において開催された自由同和会関東ブロック・自由同和会東京都本部『平成25年度大会』に秋本は参加し、祝辞を述べた[39]。
- 2014年1月7日に高速増殖炉もんじゅ視察のため福井県敦賀市を訪れた際、タクシーを予約しようとしたが、原発反対論者であることを理由として配車を断られた。タクシー会社側は謝罪したとしているが、秋本は不快感を示している。また、菅義偉官房長官も記者会見で、「正当な理由なく乗車拒否することは、法律で認められないことであって、まさに『言語道断』なことだろうと思う」と述べている[40]。国土交通省中部運輸局も、問題のタクシー会社に対し再発防止策を取るよう求めている[41]。
- 2014年4月、日本国がトルコとUAEへの原子力発電所の輸出を可能にする原子力協定の承認案が衆議院本会議での採決の際、「体調不良」を理由に退席した[42]。
- 2018年3月、ブラジルで行われた第8回「世界水フォーラム」に国土交通大臣政務官として出席し、閣僚級会議でスピーチをするとともに、皇太子徳仁親王が日本パビリオンに視察に訪れた際に案内を務めた[43]。
- 2020年自由民主党総裁選挙では、同じ法政大学出身の菅義偉を支持。その際、秋本は、「法政大学出身の総理大臣はおらず、大学の長い歴史の中で初の総理大臣に是非なってもらいたい」と述べ、これに対し菅から、「母校の名誉のためにも一生懸命頑張りたい」と応じられたと答えている[44]。
- 2021年3月に水戸市内で予定されている「脱原発」講演参加に対し、党茨城県連所属の県議が二階幹事長へ面会し、秋本へ講演の辞退を促すように申し入れた。そして、秋本が従わない場合は処分を検討するよう申し入れた。これに対し秋本は、「地元の切実な声はよく分かる。熟慮して対応したい」と話した[45]。

## 不祥事

### 日本風力開発汚職
2018年11月30日、「海洋再生可能エネルギー発電設備の整備に係る海域の利用の促進に関する法律」（再エネ海域利用法）が国会で可決され、2019年4月に施行された。「自由民主党再生可能エネルギー普及拡大議員連盟」事務局長の秋本は国会質問などで後押しし、同法の制定に寄与したとされる。
2019年2月頃、青森県の陸奥湾などでの事業への参入を目指していた「日本風力開発」（東京都千代田区）の塚脇正幸社長は、秋本に青森での事業に関する国会質問を依頼。同年2月27日、秋本は衆議院予算委員会の第七分科会、第八分科会で、青森県沖の海域について防衛関連施設への影響を理由に過度な規制をかけないよう求める質問を行った。同月下旬、塚脇は会社の複数の幹部に対し、秋本に依頼したことをメールで伝えた。
同年7月、秋本は個人として馬主登録をした。競走馬の馬主仲間でもある塚脇は約3000万円の資金を秋本に提供した。
2021年秋、秋本は塚脇と馬主組合「パープルパッチレーシング」を設立した。2人が実質的に45%ずつ権利を持ち、馬の購入代金や運営に係る費用は共同で負担していたとされる。塚脇の持ち分については本人が減価償却する必要があるが、減価償却に関する会計処理は秋本が一人で行った。また、馬主組合の口座の管理、競走馬の購入なども秋本が一人で行った。
日本風力開発は、政府が進める洋上風力発電事業を巡り、「準備区域」である「陸奥湾」（青森県）での事業を目指すほか、「促進区域」として公募が行われた秋田県沖の2海域について参入を狙った。塚脇は同年10月から2023年6月にかけて20回以上にわたり、計約3000万円を秋本に提供した。秋本は馬主組合の設立前後に先物取引で数千万円の損失を出したとされる。
同年12月、再エネ海域利用法に基づき、国による洋上風力発電の第1弾の大規模入札が行われるが、圧倒的に安い売電価格を提示した三菱商事を中核とする企業連合が3海域を独占して落札し、日本風力開発は敗れた。
2022年2月17日、秋本は、衆議院予算委員会第七分科会で、第1弾では運転開始時期の早さについて配点が低かったと指摘。「次回の公募から評価の仕方を見直していただきたい」と要望し、日本風力開発の事業参入を後押しするような質問を行った。この国会発言の前後に、秋本は日本風力開発から基準変更を求める陳情を繰り返し受けていた。
同年10月27日、政府は業者選定基準の見直しを公表した。翌10月28日、塚脇は衆議院第1議員会館の事務所を訪れ、現金1000万円を現金で秋本に渡した。大半は馬の購入費に充てたと秋本は説明している。
2023年8月3日、秋本が日本風力開発から不透明な金銭的支援を受けた疑いがあると報道された。会社側から提供された資金はおよそ、前述のとおり3000万円に上るとみられる。日本風力開発は、国会議員等への贈賄の事実はないと報道を否定した。
翌4日、東京地検特捜部は収賄の疑いで、衆議院第一議員会館内の事務所、佐倉市の地元事務所などの秋本の関係先を捜索した。特捜部は秋本が洋上風力発電の事業への参入を目指す日本風力発電が有利になるような国会での質問などから、資金提供は国会議員としての職務に関する賄賂に当たる可能性があるとみて捜査している。また同日、千代田区の塚脇の自宅を贈賄容疑で家宅捜索した。
同日、秋本は外務大臣政務官の辞表を提出し、持ち回り閣議で了承された。また、自民党を離党する意向も示し、翌5日に代理人を通じて離党届を提出し、直ちに党紀委員会で離党が了承され、受理された。茂木敏充幹事長は「今回の件は極めて遺憾であり、秋本氏は説明責任をしっかりと果たし、事案の解明に努めてもらいたい」とコメントで苦言を呈した。8月11日、塚脇が贈賄を認める意向であることを弁護人が明かした。弁護人は同日、辞任した。
同年9月7日、東京地検特捜部は秋本に対し出頭を要請。同日午前、計6146万円の賄賂を受け取ったとして、受託収賄の疑いで逮捕した。同月27日、受託収賄罪と持続化給付金200万円を国からだまし取ったとする詐欺罪で起訴された。同日に弁護人が秋本の保釈を請求したが、28日に東京地裁はこれを却下する決定をした。弁護人は決定を不服としてて準抗告し、10月2日に東京地裁は棄却する決定をした。弁護人は10月20日に再び保釈を請求したが、24日に東京地裁は却下する決定をした。
2024年6月20日、東京地裁は秋本の保釈を認める決定を出した。保釈保証金は2千万円で、即日納付された。東京地検は同日、決定を不服として準抗告を申し立てた。東京地裁は準抗告を棄却し、秋本は同日夜に勾留先の東京拘置所から保釈された。
同年11月25日、東京地裁で初公判が開かれ、秋本は資金受領を認めた上で「国会質問の見返りではなく、賄賂ではない」として受託収賄罪について無罪を主張した。詐欺罪については起訴事実を認めた。

### 持続化給付金不正受給への関与
上述の日本風力開発に関する東京地検特捜部による事件の捜査の過程で、事務所関係者の知人の会社が国に申請した新型コロナウイルス対策の持続化給付金の不正受給に秋本が関与していた疑いが浮上。関係者によると、この知人は自身が代表取締役を務める千葉県内の会社名義で、新型コロナ感染拡大前の売り上げを水増しするなどして持続化給付金の申請書類を作成。約200万円を国から不正に受給した疑いが持たれている。秋本は知人と連絡を取り合い、申請内容を助言するなどしていたという。
特捜部は捜査の過程で秋本と知人が申請内容を調整するなどしたメールを押収。秋本が虚偽の内容で申請書類を作成していたことを知っていた可能性もあるとみている。
秋本は特捜部の調べに対し、申請に関わったことは認めつつ、「申請の手続きは事務所スタッフらが行っており、詐欺だとは思わなかった」と詐欺容疑を否定しているという。しかし事務所関係者は特捜部の任意の事情聴取に対し、虚偽の申請をしたことについて「秋本から指示を受けた」との趣旨の供述をしたという。
2023年9月27日、受託収賄罪で起訴されると共に詐欺罪で起訴された。

### 公職選挙法違反疑惑
2019年新型コロナウイルスの感染拡大に伴う緊急事態宣言が発出されていた2020年4月から5月頃に掛け、秋本の秘書が、選挙区内で有権者らにマスクを配布していたことが明らかとなり、公職選挙法に抵触するとの指摘が出ている。

### 事務所の違法建築
秋本の地元事務所が無許可で市街化調整区域内に建築され、約10年間にわたり違法状態にあったことを2023年2月1日に週刊文春が報じた。秋本は3日の衆議院予算委員会で「大変深く反省している。今後このようなことが一切ないように注意したい」と述べたうえで、事務所を区域外に移設する方針を示した。

### 献金問題
また、再エネ事業を手掛ける「レノバ」との関係を巡り、秋本がレノバ関係者からの献金について国会で否定していたにもかかわらず、同社の創業メンバーで特別顧問だった人物の会社から献金を受け取っており、虚偽答弁の疑いがある旨を週刊文春が2023年2月2日に報じた。秋本は「法的には何ら問題ないものだと認識している」などとしている。

### 秘書給与法違反疑惑
秋本が、私設秘書の給与を政策秘書に肩代わりさせるなどしていた疑いを2023年2月15日に週刊文春が報じた。週刊文春が入手した「業務委託契約書」は、秋本の政策秘書のKと、Kの友人だった私設秘書のCが所有する賃貸物件を管理する個人会社の間で締結されたもので、2021年6月1日付で、契約期間は1年としている。「業務委託契約書」には〈甲は、乙に対し、衆議院秋本真利の政策秘書業務に付随する一切のサポート業務を委託し、乙はこれを受託する〉〈甲は乙に対し、本業務を委託する報酬として月額25万円を支払う〉と記されていた。公費である政策秘書給与から、Cの報酬を出せば、秋本事務所は人件費を支出する必要がない。議員が政策秘書に、その給与の中から、私設秘書の給与を出させていたと認定されれば、寄附の要求を禁じた秘書給与法21条の3に違反する可能性がある。2023年2月17日の衆院予算委員会では、秋本は政策秘書の給与を私設秘書と2人で分けていたとの疑惑を否定し、CはKの指示で仕事をしていた旨を繰り返す国会答弁をした。しかしCは週刊文春の取材に対し、Kを介さず秋本から直接指示を受けていたメールを提出し、虚偽答弁だった疑いが浮上した。

## 所属団体・議員連盟
- 神道政治連盟国会議員懇談会[81]
- みんなで靖国神社に参拝する国会議員の会[81]
- 再生可能エネルギー普及拡大議員連盟（事務局長）[82][2]
- 原発ゼロの会

## 著書
- 自民党発! 「原発のない国へ」宣言 2050年カーボンニュートラル実現に向けて（2020年12月17日、東京新聞）ISBN 978-4808310455